# Жаймі Магальяйнш
Жаймі Магальяйнш (порт. Jaime Magalhães, нар. 10 липня 1962, Порту) — португальський футболіст, що грав на позиції півзахисника.
Був одним з основних гравців «Порту» 1980-х і першої половини 1990-х, коли команда сім разів ставала чемпіоном Португалії, а також ставала володарем Кубка чемпіонів УЄФА, Суперкубка УЄФА та Міжконтинентального кубка. 
Грав за національну збірну Португалії, у складі якої був учасником чемпіонату світу 1986 року у Мексиці.

## Клубна кар'єра
У дорослому футболі дебютував 1980 року виступами за команду клубу «Порту», у футбольній академії якого опановува футбольну майстерність. Провів за «Порту» п'ятнадцять сезонів, взявши участь у 276 матчах чемпіонату. За цей час сім разів виборював титул чемпіона Португалії, ставав переможцем Ліги чемпіонів УЄФА, володарем Суперкубка УЄФА, володарем Міжконтинентального кубка.
Завершив професійну ігрову кар'єру у нижчоліговому клубі «Леса», за команду якого виступав протягом 1995—1996 років.

## Виступи за збірну
1981 року дебютував в офіційних матчах у складі національної збірної Португалії. Протягом кар'єри у національній команді, яка тривала 13 років, провів у формі головної команди країни 21 матч.
У складі збірної був учасником чемпіонату світу 1986 року у Мексиці. На турнірі взяв участь у двох програних матчах групового етапу проти Польщі (0:1) та Марокко (2:3), а його команда не змогла пройти до стадії плей-оф.

## Титули і досягнення
- Чемпіон Португалії (7):

«Порту»:  1984-1985, 1985-1986, 1987-1988, 1989-1990, 1991-1992, 1992-1993, 1994-1995
- Володар Кубка Португалії (4):

«Порту»:  1983-1984, 1987-1988, 1990-1991, 1993-1994
- Володар Суперкубка Португалії (7):

«Порту»: 1981, 1983, 1984, 1986, 1990, 1991, 1993
- Володар Кубка чемпіонів УЄФА (1):

«Порту»:  1986-1987
- Володар Суперкубка Європи (1):

«Порту»:  1987
- Володар Міжконтинентального кубка (1):

«Порту»:  1987